# Prutul Galați
Prutul Galați este o companie din România care produce ulei vegetal.
Compania are în portofoliu mărcile de ulei Picasol, Spornic și Prutul.
Compania Prutul Galați este una dintre primele patru firme producătoare de ulei vegetal de pe piața românească (aprilie 2008).
Cifra de afaceri în 2006: 49 milioane de Euro (28 milioane Euro în 2005)